# Cryptosara
Cryptosara is een geslacht van vlinders uit de familie van de grasmotten (Crambidae). De wetenschappelijke naam van dit geslacht is voor het eerst voorgesteld door Edward L. Martin in een publicatie uit 1957.

## Soorten
- C. caritalis (Walker, 1859)
- C. snelleni Koçak & Kemal, 2020
- C. vadonalis Marion, 1957